# رفتار اطلاع‌یابی
رفتار اطلاع‌یابی مجموعه فعالیت‌هایی است که یک فرد برای رفع نیاز اطلاعاتی خود انجام می‌دهد. رفتار اطلاع یابی شامل اهداف جستجوی اطلاعات، روش جستجو، مشکلات جستجو و عوامل مؤثر بر آن می‌شود .
رکن اساسی در رفتار اطلاع‌یابی، نیاز اطلاعاتی است. پرسش در درون ذهن که فرد را برای یافتن پاسخ به تکاپو وامی‌دارد و فرد در روند یافتن پاسخ به‌این نیاز درونی، رفتاری را از خود بروز می‌دهد که به‌آن رفتار اطلاع‌یابی می‌گویند .

## عوامل مؤثر بر رفتار اطلاع‌یابی
عوامل درونی و برونی بر رفتار اطلاع‌یابی افراد تأثیرگذار هستند و این عوامل را می‌توان در قالب‌های زیر دسته‌بندی کرد:
- عوامل فردی: تجربه، دانش، سواد اطلاعاتی و رایانه‌ای، نیاز اطلاعاتی، سطح انتظار، جنس، هوش،

ویژگی‌های فردی، شخصیتی، شناختی و انگیزشی.
- عوامل مربوط به‌قابلیت نظام: رابط کاربر، قابلیت و امکانات جستجو، روش‌های نمایه‌سازی و چکیده‌نویسی، نحوهٔ برجسته‌کردن اطلاعات، نمایش اطلاعات، وجود راهنماها و ...
- عوامل اجتماعی و محیطی: گروه‌های اجتماعی، عوامل فرهنگی و اقتصادی، قوانین و مقررات حاکم بر جریان اطلاعات، شغل، جو سازمانی.
- عوامل مرتبط با اطلاعات: نوع مدرک، نوع و اندازه فایل، ساختار فایل، چگونگی دسترسی به‌اطلاعات.

## کارکردهای بررسی رفتار اطلاع‌یابی در کتابخانه‌ها و مراکز اطلاع‌رسانی
باتوجه به‌این امر که کتابدارن و متخصصان اطلاع‌رسانی، طیف وسیعی از فعالیت‌ها را انجام می‌دهند، آیا اساساً ضرورتی به‌بررسی رفتار اطلاع‌یابی استفاده‌کنندگان در یک کتابخانه یا مرکز اطلاع‌رسانی وجود دارد یا خیر؟
بنا به‌تعریف ارائه شده، رفتار اطلاع‌یابی به‌بررسی نیازهای اطلاعاتی مراجعه‌کنندگان، نحوه انتخاب و دسترسی به منابع اطلاعاتی و مواردی از این قبیل می‌پردازد. کارکردهای زیر را می‌توان برای آن برشمرد.

### کمک به‌کتابدارن بخش فراهم‌آوری و مجموعه‌سازی
منابع اطلاعاتی در فرم‌ها و شکل‌های مختلف عرضه می‌شوند. کتابداران و متخصصان اطلاع‌رسانی باید با درنظرگرفتن نوع کتابخانه و مرکز اطلاع‌رسانی و نوع استفاده‌کنندگان آن، منابعی را انتخاب کنند که در قالبی عرضه شده‌است که غالب استفاده‌کنندگان بتوانند از آن استفاده کنند. آگاهی از رفتارهای اطلاع‌یابی استفاده‌کنندگان می‌تواند کتابداران بخش فراهم‌آوری را در انتخاب منابع یاری رساند.

### کمک به‌تقسیم‌بندی وظایف و ترسیم نمودار سازمانی
تردیدی وجود ندارد که نوع مواد و منابع موجو در کتابخانه و مرکز اطلاع‌رسانی بر وظابف کتابداران بخش‌های مختلف تأثیر می گذارد. با بررسی رفتار اطلاع‌یابی ممکن است کتابداران و متخصصان اطلاع‌رسانی به‌این نتیجه برسند که جامعه استفاده کننده به‌یک شکل ویژه از منابع (مثلاً نقشه‌ها، مواد دیداری، شنیداری و ...) علاقه بیشتری نشان می‌دهند. گاه لازم می‌شود که بخش جدیدی به‌کتابخانه افزوده شود یا وظایف کتابداران بخش‌های مختلف، دست‌خوش تحول و دگرگونی شود.

### کمک به‌شناسایی مهارهای لازم برای کتابداران و متخصصان اطلاع‌رسانی
نظر به‌این‌که رفتار اطلاع‌یابی اهداف جستجوی اطلاعات، روش جستجو، مشکلات جستجو و عوامل مؤثر بر آن را دربرمی‌گیرد، کتاب‌دار و اطلاع‌رسان با تجربه و آگاهی از رفتار اطلاع‌یابی جامه استفاده کننده از کتابخانه خواهد توانست تا نیاز استفاده‌کنندگان را شناسایی کند، مهارت‌های لازم در بازیابی و استفاده از منبع اطلاعات را شناسایی کرده، دانش و مهارت خود را متناسب با زمان و شرایط و سایر عواملی که بر رفتار اطلاع‌یابی افراد نیز مؤثرند ارتقا بخشد، بقا و پویایی کتابخانه و مرکز اطلاع‌رسانی را تضمین کند. این امر به‌خصوص در مورد کتابخانه‌های تخصصی صادق است.